# Suka Makmur (Putri Hijau)
Suka Makmur is een bestuurslaag in het regentschap Bengkulu Utara van de provincie Bengkulu, Indonesië. Suka Makmur telt 3575 inwoners (volkstelling 2010).